# Kodský mlýn
Kodský mlýn je bývalý vodní mlýn v osadě Koda nedaleko Tetína v přírodní rezervaci v Chráněné krajinné oblasti Český kras. Postaven byl Tomášem Vavrovicem po svolení karlštejnského purkrabí Viléma Slavaty z Chlumu a Košumberka v letech 1604 až 1611. Posledním mlynářem byl Alois Karmazín. Mlýn pro svůj pohon využíval podzemní krasový pramen tzv. Kodskou vyvěračku, jejíž stálá teplota 11 °C umožňovala celoroční provoz, protože voda v rybníce nezamrzala. Mlýn je zděný, skládá se z obytného stavení a mlýnice. Mlýn byl funkční do roku 1934.